# Torre de televisión de Žižkov
La Torre de televisión de Žižkov (en checo: Žižkovský vysílač) es una singular torre de radiodifusión construida en Praga, República Checa entre 1985 y 1992. Diseñada por el arquitecto Václav Aulický y el ingeniero estructural Jiří Kozák, se eleva sobre el skyline tradicional de la ciudad desde su posición en la cima de una colina en el distrito de Žižkov, de la que toma su nombre. Es un ejemplo de arquitectura high-tech.

## Características

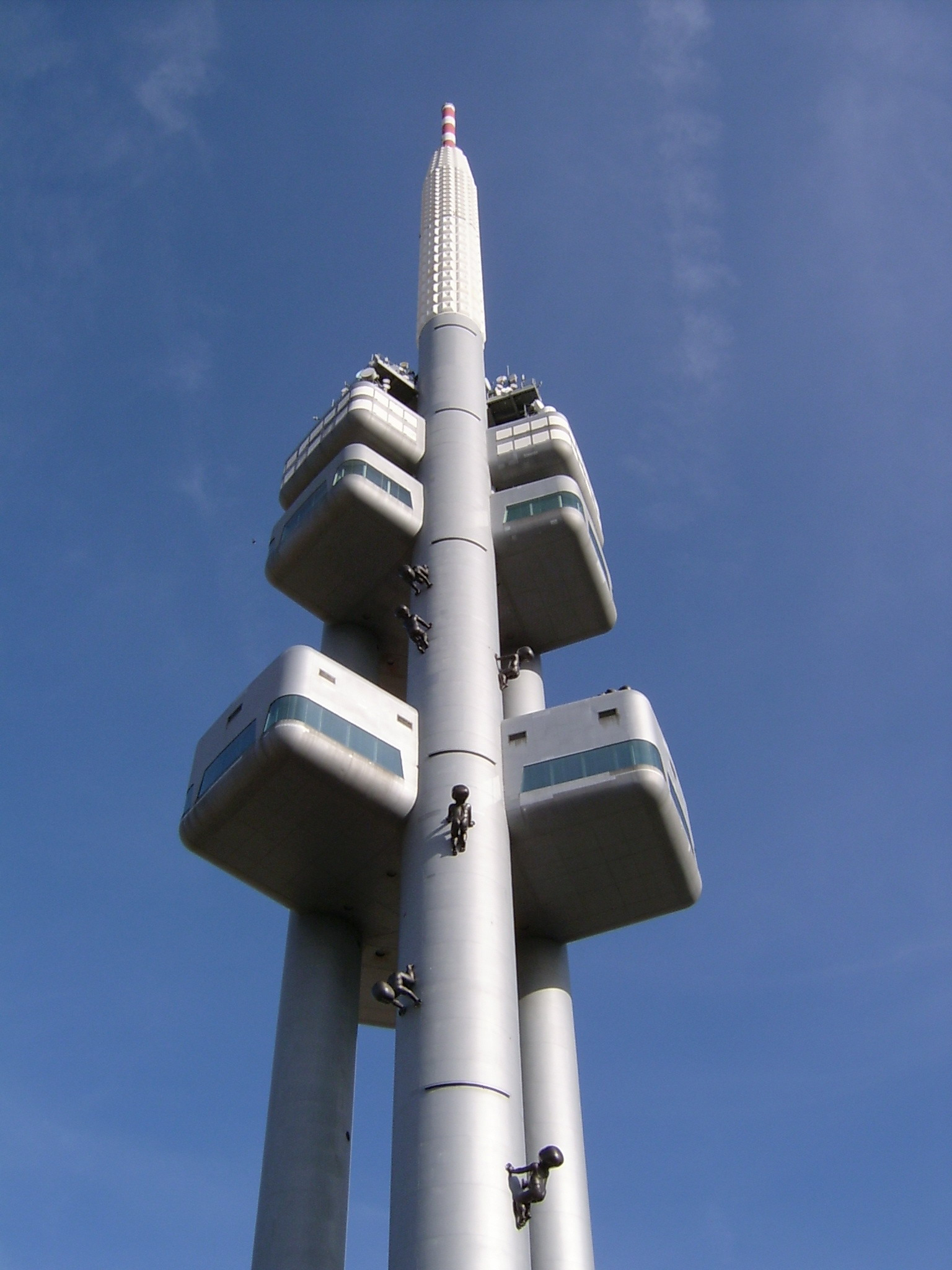
La torre con los "bebés" gateando

La estructura de la torre es poco convencional. Consiste en tres pilares de hormigón con acabado metálico que sostienen nueve 'cápsulas' y tres plataformas para equipos de emisión. Uno de los tres pilares se extiende considerablemente más alto que los demás, lo que consigue la altura necesaria para algunas antenas, junto con una apariencia de cohete y torre de lanzamiento. En total, la torre tiene 216 metros de altura.
Tres de las cápsulas, situadas justo debajo de las plataformas en la cima de la torre, contienen los equipos transmisores y son inaccesibles al público. Las otras seis cápsulas están abiertas a los visitantes. La mayor de ellas contiene un mirador 100 m de altura, que ofrece una vista panorámica de Praga y sus alrededores. Las tres más bajas, aproximadamente a la mitad de la altura de los pilares, a 63 m, contienen un restaurante y cafetería recientemente renovado. Los ascensores, equipados con velocímetros, transportan a los pasajeros a las distintas plantas a una velocidad de 4 m/s. La torre pesa 11800 toneladas y también se usa como observatorio meteorológico. Es miembro de la World Federation of Great Towers.

## Reputación
Como muchos ejemplos de arquitectura comunista en Europa Central y del Este, la torre no era muy apreciada por los habitantes de la ciudad. También recibió una serie de apodos, la mayoría de los cuales aludían a su forma de cohete, por ejemplo "Baikonur" como la base espacial soviética, "Pershing" como el IRBM de Estados Unidos, y algunos más políticos, como "Jakešův prst" (dedo de Jakeš, secretario general del Partido Comunista de Checoeslovaquia). Aunque eran imposibles las críticas oficiales en el momento de su construcción, extraoficialmente la torre fue criticada por su 'megalomanía', su efecto 'discordante' en el skyline de Praga, y por destruir parte de un cementerio judío de siglos de antigüedad situado cerca de los cimientos de la torre. Sin embargo, la versión oficial sigue manteniendo que el cementerio se trasladó antes de que se concibiera la torre. Recientemente, ha aumentado la reputación de la torre entre los checos.
También han circulado rumores[cita requerida] de que la torre se planeó para interceptar las transmisiones de radio y televisión occidentales (en particular Radio Free Europe) y que tenía un uso potencial como instalación de comunicaciones para las fuerzas del Pacto de Varsovia en caso de un ataque a (o de) la OTAN.
En la actualidad, los administradores de la torre se esfuerzan en atraer visitantes centrándose en las innovaciones tecnológicas de la torre.

## Últimos cambios

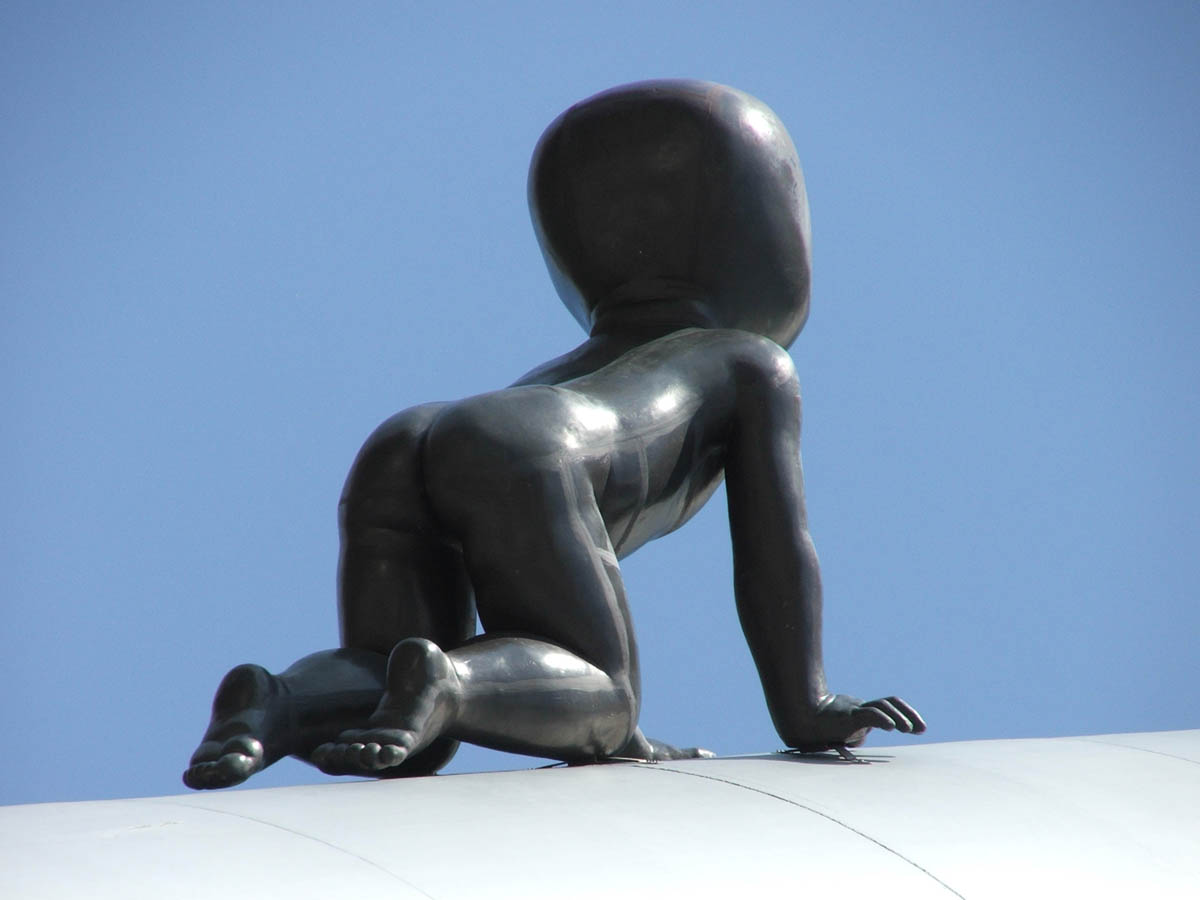
Detalle de una de las esculturas.

### Esculturas de David Černý
En 2000, se engancharon temporalmente a los pilares de la torre esculturas del artista checo David Černý de bebés gateando hacia arriba y hacia abajo. Las esculturas fueron admiradas por muchos y volvieron en 2001 como una instalación permanente.

### Restaurante
El restaurante 'Chef Ondrej Soukup' ofrece una amplia gama de cocina, desde su especialidad (cordero), hasta las cocinas francesas y asiáticas.

### České Radiokomunikace TOWER Datacenter
Tras cambiar a la televisión digital y retirar los antiguos transmisores analógicos, el propietario decidió usar el espacio libre para un nuevo housing con capacidad para 64 estantes.

### Habitación de lujo
El 13 de febrero de 2013 se añadió una habitación de hotel de lujo a la torre. La habitación se sitúa arriba del restaurante y se accede mediante una escalera espiral. Dentro de la habitación hay una gran cama y un baño desde donde el huésped puede ver la ciudad.